# Александар Д. Ђурић
Александар (Димитрије) Ђурић (Пожаревац 1. март 1891 — Београд 16. март 1975) био је адвокат, писац и преводилац..

## Биографија
Као студент је добровољно ступио у Српску војску и активно учествовао у ослободилачким ратовима Србије 1912—18. године. На Мачковом камену 1914. тешко је рањен, али се опоравио, са војском прешао Албанију и искрцао се на острво Крф. У то време се на Крфу вршио одабир српских официра за упућивање у Русију, да прихватају добровољце, који су из аустроугарске војске прелазили на српску страну. Он се добровољно пријавио и био одабран за ту мисију. После Октобарске револуције, као командир чете у Првој југословенској дивизији, отпутовао је са војском на исток, преко Сибира до Манџурије, затим бродом око Индије, преко Суеца и Средоземног мора до Грчке, где је учествовао у пробоју Солунског фронта 1918. године са својом дивизијом. Записи из ових трагичних времена налазе се у његова четири ратна дневника, који су објављени у периоду 1935—1940. године.